# 宮地町 (瀬戸市)
宮地町（みやじちょう）は、愛知県瀬戸市山口連区の町名。丁番を持たない単独町名である。

## 地理
- 瀬戸市の南部に位置する[8]。南から西を上之山町、北を大坪町、東を吉野町と隣接している[8]。
- 丘陵地[8]。東部を吉田川が北流して吉田の谷を開析し、西境を旧道三河道が通る[8]。

### 河川
- 吉田川（矢田川支流）[8] ： 町の東部を北流している。

- 吉田川（宮地町内）

### 学区
市立小・中学校に通う場合、学区は以下の通りとなる。また、公立高等学校普通科に通う場合の学区は以下の通りとなる。
| 番・番地等 | 小学校               | 中学校             | 高等学校 |
| ---------- | -------------------- | ------------------ | -------- |
| 全域       | 瀬戸市立幡山東小学校 | 瀬戸市立幡山中学校 | 尾張学区 |

## 歴史

### 町名の由来
その昔に藤原鎌足が奉宮したといわれている神宮堂の宮跡について、山口村古記によれば「並木神宮堂を神功皇后石塚と定め、石塚を自墓塚と伝え、この神域を宮地という」と記されているところから、町名設定の際に宮地町としたといわれる。

### 沿革
- 1981年（昭和56年）3月31日 - 瀬戸市大字山口字大坪・南山・屋戸の各一部により、同市宮地町として成立[2]。

## 世帯数と人口
2024年（令和6年）2月1日現在の世帯数と人口は以下の通りである。
| 町丁   | 世帯数  | 人口  |
| ------ | ------- | ----- |
| 宮地町 | 126世帯 | 273人 |

### 人口の変遷
国勢調査による人口の推移
| 1995年（平成7年）  | 342人 | [ 12 ] |  |
| 2000年（平成12年） | 381人 | [ 13 ] |  |
| 2005年（平成17年） | 359人 | [ 14 ] |  |
| 2010年（平成22年） | 328人 | [ 15 ] |  |
| 2015年（平成27年） | 292人 | [ 16 ] |  |
| 2020年（令和2年）  | 271人 | [ 17 ] |  |

### 世帯数の変遷
国勢調査による世帯数の推移。
| 1995年（平成7年）  | 100世帯 | [ 12 ] |  |
| 2000年（平成12年） | 112世帯 | [ 13 ] |  |
| 2005年（平成17年） | 114世帯 | [ 14 ] |  |
| 2010年（平成22年） | 116世帯 | [ 15 ] |  |
| 2015年（平成27年） | 110世帯 | [ 16 ] |  |
| 2020年（令和2年）  | 114世帯 | [ 17 ] |  |

## 交通

### 鉄道
- 愛知環状鉄道・愛知環状鉄道線[8] ： 町の東部を南北に走っている。最寄り駅は山口駅。

- 愛知環状鉄道線（宮地町内）

### バス
瀬戸市コミュニティバス「上之山線」
- 瀬戸駅前 - 山口駅 - サンヒル上之山 - 八草駅 系統 ： サンヒル上之山バス停

- サンヒル上之山バス停

### 道路
国道248号（瀬戸東バイパス） ： 町の北部を東西に通っている。

## 施設
- サンヒル上之山集会場
- さくら公園 ： 町の中央部にある公園。東側に広いグラウンド、西側に遊具があり、長いローラースライダーもある。

- サンヒル上之山集会場
- さくら公園

## その他

### 日本郵便
- 郵便番号 : 489-0963[6]（集配局：瀬戸郵便局[18]）。